# Helena (Ohio)
 For alternative betydninger, se Helena. (Se også artikler, som begynder med Helena)
Helena er en landsby i Sandusky County, Ohio. Helenas befolkning er på 224 indbyggere.

## Geografi
Helena har et areal på 0.78 km².
41°20′27″N 83°17′32″V / 41.3408°N 83.2922°V